# Morris n.º 312
Morris n.º 312 es un municipio rural canadiense situado en la provincia de Saskatchewan.

## Superficie
Morris n.º 312 tiene una superficie de 842,62 km².

## Demografía
En 2021, tenía 263 habitantes, una densidad poblacional de 0,3 hab./km², y 131 viviendas.